# 토끼자리 R
토끼자리 R은 하인드의 진홍빛 별로 알려진 토끼자리에 있는 변광성이다. 토끼자리 눈의 시선을 따라가면 에리다누스자리 근처에서 볼 수 있는 이 별은 1845년 영국의 천문학자인 존 러셀 하인드가 발견했다. 미라형 변광성에 속하는 이 별은 418일에서 441일 주기로 5.5등성에서 11.7등성까지 밝기가 변한다. 그 까닭은 이 별이 적색 초거성에 속하기 때문이라고 추정된다. 그러나 적색 초점근거성에 더 가깝다.

## 특징

### 크기
토끼자리 R의 지름의 길이는 태양의 400배이고, 실제 밝기는 6,689배이다.

### 거리
지구에서 토끼자리 R까지의 거리는 약 1350광년이다.

### 온도
토끼자리 R의 표면온도 2,980 K이다.

### 색깔
토끼자리 R의 색깔은 다른 별보다 빨간데, 그 이유는 탄소별인 토끼자리 R의 대기의 탄소가 가시광선의 파란 부분을 걸러내기 때문이다.